# 阿爾斯塔德山
阿爾斯塔德山（英語：Ahlstad Hills）是南極洲的山丘，位於東部南極洲的毛德皇后地，屬於穆利格-霍夫曼山脈的一部分，處於庫穆盧斯山以東，由挪威的製圖師根據測量和空中照片繪入地圖。
71°44′S 26°42′E / 71.733°S 26.700°E